# Степная Шентала (Татарстан)
 Степна́я Шентала́  (тат. Кыр Шонталысы) — село в Алексеевском районе Татарстана. Административный центр Степношенталинского сельского поселения.

## География
Село находится в Западном Закамье на реке Шентала. Расположено в 8 км к юго-востоку от районного центра Алексеевское.

## История
В «Списке населенных мест по сведениям 1859 года», изданном в 1866 году, населённый пункт упомянут как казённая деревня Степная Шентала 2-го стана Чистопольского уезда Казанской губернии. Располагалась при речке Шенталке, по правую сторону Оренбургского почтового тракта, в 25 верстах от уездного города Чистополя и в 50 верстах от становой квартиры в казённом пригороде Билярске (Буляре). В деревне в 84 дворах жили 566 человек (274 мужчины и 292 женщины). Была мечеть.

## Население
| 1782 | 1859 | 1897 | 1908 | 1920 | 1926 | 1938 | 1949 | 1958 | 1970 | 1979 | 1989 | 2002 | 2010 | 2015 | 2022 |
| ---- | ---- | ---- | ---- | ---- | ---- | ---- | ---- | ---- | ---- | ---- | ---- | ---- | ---- | ---- | ---- |
| 78   | 566  | 915  | 1103 | 1146 | 1123 | 1184 | 743  | 912  | 1011 | 880  | 676  | 701  | 598  | 614  | 520  |

Национальный состав
Согласно результатам переписи 2002 года, в национальной структуре населения села татары составляли 99%.

### Комментарии
1. ↑  Расстояние измерено с помощью инструментария Яндекс.Карты
2. ↑  душ мужского пола